# Daruvár község
Daruvár község (románul: Comuna Darova) község Temes megyében, Romániában. Központja Daruvár, beosztott falvai Krassóhodos, Magyarszákos.

## Népessége
A 2011-es népszámlálás adatai alapján a község népessége 3049 fő volt.